# Randy Duncan
College Football Hall of Fame 1997
(en) Statistiques sur pro-football-reference
(en) Statistiques sur statscrew
Hearst Randolph « Randy » Duncan, Jr., né le 15 mars 1937 à Osage, dans l'Iowa et décédé le 27 septembre 2016 à Des Moines, dans l'Iowa, est un joueur américain de football américain, évoluant au poste de quarterback dans l'American Football League (AFL) et la Ligue canadienne de football (LCF) puis, un avocat après sa carrière dans les footballs canadien et américain.
Il joue au football américain universitaire pour les Hawkeyes de  l'université de l'Iowa. Il participe à deux Rose Bowls (1957, 1959) et est intronisé au College Football Hall of Fame en 1997. Duncan est le premier choix de la Draft 1959 de la NFL (en) par les Packers de Green Bay et joue professionnellement pour les Lions de la Colombie-Britannique de la LCF et les Texans de Dallas de l'AFL.

## Jeunesse
Duncan est né de Hearst et Louise Duncan en 1937. Il déménage d'Osage pour aller à Mason City avant de finalement fréquenter le lycée Roosevelt  à Des Moines, dans l'Iowa. Duncan est une perspective hautement considérée à la fois en football américain et en basket-ball. Il était l’un des meneurs All-State de l’équipe de basket-ball de Roosevelt, qui est battue dans le match de championnat en 1954. Duncan est aussi le quarterback de Roosevelt, également dans la première équipe All-State, menant son lycée à une saison invaincue et à un titre d'état en 1954. Les équipes de football américain de son lycée n’ont perdu que deux matchs au cours des trois années que Duncan y a passées.
Duncan a obtenu son diplôme d'études secondaires après le semestre d'automne 1954 et il est très suivi après avoir choisi de jouer au football américain. Il a failli se rendre à l'université du Colorado, pour y jouer pour les Buffaloes mais a plutôt décidé de fréquenter l’université de l’Iowa et y évoluer au sein des Hawkeyes. Duncan a déclaré que la seule raison pour laquelle il était allé dans l'Iowa était son amitié avec l'entraîneur adjoint de l'Iowa, Bump Elliott.

## Carrière universitaire
La carrière universitaire de Randy Duncan a démarré lentement. Diplômé de mi-année et en raison de l'inadmissibilité des étudiants de première année, Duncan dut attendre un an et demi pour jouer. Il rejoignit l'Iowa au printemps 1955, mais réalisa sa première action à sa deuxième année à l'automne 1956. Duncan est devenu très découragé de se faire réprimander constamment par Forest Evashevski (en), l'entraîneur de l'Iowa, et d'être « maltraité » à l'entraînement par Cal Jones (en) . « À maintes reprises, j'allais quitter (les Hawkeyes) et être transféré aux Cyclones de l'université d'État de l'Iowa », a déclaré Duncan.
Mais Duncan réussit à remporter le poste de quarterback réserve en 1956, derrière Ken Ploen (en). Dans un match contre les Beavers d'Oregon State, Duncan a mené l'Iowa à deux touchdowns au quatrième quart-temps et à une victoire de 14-13 à la suite de la blessure de Ploen. L'Iowa s'est qualifié pour le Rose Bowl cette saison-là et l'adversaire était à nouveau l'université d'État de l'Oregon. Il a joué le deuxième quart-temps après une nouvelle blessure de Ploen et a conduit l'Iowa à un touchdown lors de la victoire 35-19 de l'Iowa dans le Rose Bowl de 1957.
Duncan a été nommé le titulaire et a mené l'équipe aux passes en 1957. Il a lutté contre la neige et le grésil pour lancer une passe de touchdown pour la seule annotation, celle de la victoire de l'Iowa sur les Wildcats de Northwestern, et il a raté la fin de la rencontre entre l'Iowa et les Wolverines du Michigan en raison de crampes aux jambes. Duncan a marqué quatre touchdowns, deux à la passes et deux la course, contre les Golden Gophers du Minnesota, et deux touchdowns contre les Fighting Irish de Notre Dame, un à la passe et un sur un retour d'interception en tant que defensive back. L'Iowa termine la saison avec un bilan de sept victoires, une défaite et un nul, et Duncan a été nommé dans première équipe All- Big Ten.
En tant que senior en 1958, Duncan a mené l'Iowa à l'une des meilleures saisons de son histoire. Après une surprenante égalité en début de saison contre les Falcons de l'Air Force, l'Iowa a remporté cinq matchs consécutifs dans sa conférence, remportant le titre de la Big Ten très tôt.
Duncan a été nommé dans la première équipe All-Big Ten. Il a également été nommé MVP du Big Ten en 1958 et a été sélectionné dans la première équipe All-American. Il a remporté le prix Walter Camp et a terminé deuxième au scrutin du trophée Heisman. Duncan est l’un des sept joueurs de l’Iowa à avoir reçu une varsity letter (en) de 1956 à 1958. Durant cette période, le bilan de l'Iowa était de 24-3-2 avec deux titres Big Ten, trois top dix au dernier sondage d'Associated Press et deux victoires dans le Rose Bowl.
Après avoir été élu meilleur joueur de l’Iowa, Duncan a déclaré : « Personne ne le sait mieux que moi. Tout cela a été rendu possible par vous et par le personnel des entraîneurs derrière moi. Je suis sérieux. Faire partie de ce club de balle était tout ce que je voulais vraiment ».

## Carrière de football professionnel
Randy Duncan a été sélectionné par les Packers de Green Bay de la National Football League avec le premier choix du premier tour de le draft 1959 de la NFL (en), le 1er décembre 1958. Il n'a jamais joué pour les Packers, cependant. Duncan s'est plutôt joint à la Ligue canadienne de football et a signé avec les Lions de la Colombie-Britannique. Il a expliqué plus tard: « C'était Green Bay avant Vince Lombardi, et le Canada a offert beaucoup plus de blé. ».
Duncan a joué deux années décevantes au Canada avant de se faire couper et de signer avec les Texans de Dallas de l'American Football League (maintenant les Chiefs de Kansas City). Il s'entraînait avec les Texans pendant la journée et a fréquenté la faculté de droit de l'université méthodiste du Sud le soir. Duncan n'a pas eu beaucoup de temps de jeu pour les Texans, et quand l'entraîneur des Texans, Hank Stram (en), l'a échangé contre Len Dawson, Duncan s'est retiré du football.

## Après le football
Duncan a terminé ses études de droit à l'université Drake et, pendant des années, a dirigé avec succès un cabinet d'avocats à Des Moines. Duncan a épousé Paula Mathieson en 1960 et ils ont trois fils: Jed, Matt et Scott. Jed et Matt Duncan ont joué au football pour les Bulldogs de l'université Yale et les Hawkeyes de l'université de l'Iowa, respectivement. Deux des petits-fils de Randy Duncan, Cole et Kyle Duncan, ont joué au football au Bowdoin College. Duncan est décédé à Des Moines le 27 septembre 2016 d'un cancer du cerveau,.

## Honneurs
Duncan a été intronisé au Temple de la renommée sportive de l’Iowa en 1976 et au Temple de la renommée du football universitaire en 1997,. Duncan a été nommé capitaine honoraire de l'équipe de football de l'Iowa lors du match de football entre l'Iowa et les Black Bears du Maine en 2008.

## Statistiques

### NCAA
| Année       | Équipe             | Statut      | MJ |         | Passes   | Passes | Passes | Passes | Passes | Passes | Passes  |       | Courses | Courses | Courses | Courses |
| Année       | Équipe             | Statut      | MJ | Tentées | Réussies | Pct.   | Yards  | TD     | Int.   | Éval.  | Tentées | Yards | Moy.    | TD      |         |         |
| 1956        | Hawkeyes de l'Iowa | SO          | 10 | 41      | 17       | 41,5   | 168    | 2      | 4      | 72,5   | 10      | -1    | -0,1    | 0       |         |         |
| 1957        | Hawkeyes de l'Iowa | JR          | 9  | 119     | 70       | 58,8   | 1 124  | 10     | 12     | 145,7  | 35      | 59    | 1,7     | 4       |         |         |
| 1958        | Hawkeyes de l'Iowa | SR          | 10 | 179     | 106      | 59,2   | 1 397  | 12     | 9      | 136,8  | 39      | 65    | 1,7     | 5       |         |         |
| Totaux NCAA | Totaux NCAA        | Totaux NCAA | 29 | 339     | 193      | 56,9   | 2 689  | 24     | 25     | 132,2  | 84      | 123   | 1,5     | 9       |         |         |

### CFL
| Année      | Équipe                           | MJ         |         | Passes   | Passes | Passes | Passes | Passes | Passes | Passes  |       | Courses | Courses | Courses | Courses |
| Année      | Équipe                           | MJ         | Tentées | Réussies | Pct.   | Yards  | TD     | Int.   | Éval.  | Tentées | Yards | Moy.    | TD      |         |         |
| 1959       | Lions de la Colombie-Britannique | -          | 318     | 154      | 48,4   | 2 746  | 18     | 30     | 102,5  | 29      | 123   | 4,2     | 0       |         |         |
| 1960       | Lions de la Colombie-Britannique | -          | 113     | 51       | 45,1   | 734    | 7      | 12     | 93,8   | 10      | 50    | 5,0     | 0       |         |         |
| Totaux CFL | Totaux CFL                       | Totaux CFL | 431     | 205      | 47,6   | 3 480  | 25     | 42     | 98,2   | 39      | 173   | 4,4     | 0       |         |         |

### AFL
| Année      | Équipe           | MJ         |         | Passes   | Passes | Passes | Passes | Passes | Passes | Passes  |       | Courses | Courses | Courses | Courses |
| Année      | Équipe           | MJ         | Tentées | Réussies | Pct.   | Yards  | TD     | Int.   | Éval.  | Tentées | Yards | Moy.    | TD      |         |         |
| 1961       | Texans de Dallas | 14         | 67      | 25       | 37,3   | 361    | 1      | 3      | 41,9   | 5       | 42    | 8,4     | 0       |         |         |
| Totaux AFL | Totaux AFL       | Totaux AFL | 67      | 25       | 37.3   | 361    | 1      | 3      | 41,9   | 5       | 42    | 8,4     | 0       |         |         |